# Universiteit van Nottingham
De Universiteit van Nottingham is een publieke onderzoeksuniversiteit in de Engelse stad Nottingham. Het beschikt ook over campussen in het Chinese Ningbo en de Maleisische hoofdstad Kuala Lumpur. De universiteit werd opgericht in 1881 en verwierf het koninklijk charter in 1948 als nationale erkenning. Het maakt deel uit van de Russellgroep, Sutton Trust 13, Universitas 21, de Association of Commonwealth Universities en de European University Association.
De universiteit behoort tot de top 10 in het Verenigd Koninkrijk en de top 100 in de wereld volgens de Shanghai-ranglijst en de Times Higher Education World University Rankings. In 2008 oordeelde het Research Assessment Exercise dat 60% van de onderzoeksactiviteiten van de universiteit "op wereldniveau" of "internationaal uitstekend" was. Met meer dan 40.000 inschrijvingsaanvragen per jaar staat de universiteit van Nottingham in de top 5 van populairste universiteiten in het Verenigd Koninkrijk.
De Times omschreef de universiteit als het beste wat het land te bieden heeft dat de kenmerken draagt van een "echte werelduniversiteit" en als een "uitstekend alternatief voor Britse elite-universiteiten" kan worden beschouwd.
Auckland · 
Birmingham · 
British Columbia (UBC) · 
Delhi ·
Dublin (UCD) · 
Edinburgh · 
Fudan · 
Glasgow · 
Hongkong · 
Korea · 
Lund · 
McGill · 
Melbourne · 
ITESM · 
New South Wales (UNSW) · 
Nottingham · 
Shanghai Jiao Tong (SJTU) · 
Queensland · 
NUS · 
Virginia · 
Waseda